# Chelsea Football Club 1977-1978
Questa voce raccoglie le informazioni riguardanti il Chelsea Football Club nelle competizioni ufficiali della stagione 1977-1978.

## Stagione
Il campionato inizia il 20 agosto 1977 e il Chelsea inizia con uno 0-3 contro il West Bromwich Albion, un 2-0 contro il Birmingham City, un 1-2 contro il Coventry City, uno 0-1 contro l'Ipswich Town, un 1-1 contro il Derby County, un 1-0 contro il Manchester United, un 1-1 contro il Queens Park Rangers, un 1-2 contro il Leeds United, uno 0-0 contro il Leicester City, uno 0-2 contro il Liverpool, uno 0-0 contro il Middlesbrough, uno 0-1 contro il Newcastle United, 1-0 contro Bristol City e Nottingham Forest, 0-0 contro Norwich City e Aston Villa, un 2-6 contro il Manchester City, uno 0-1 contro l'Everton, un 3-1 contro il Wolverhampton Wanderers, un 1-1 contro il Norwich. Il campionato prosegue con uno 0-3 contro l'Arsenal, un 2-1 contro il West Ham United, un 5-4 contro il Birmingham, 2-2 contro il West Bromwich, un 1-5 contro il Coventry, un 5-3 contro l'Ipswich, un 2-2 contro il Manchester United, uno 0-2 conto il Leeds, un 3-1 contro il Liverpool, un 1-1 contro il Derby County, un 2-2 contro il Newcastle, uno 0-3 contro il Bristol, un 1-3 contro il West Ham, uno 0-0 contro l'Arsenal, un 1-3 contro il Nottingham, 0-2 contro il Middlesbrough e Aston Villa, un 1-1 contro Wolverhampton, un 2-0 contro il Leicester, uno 0-6 contro l'Everton, un 3-1 contro il QPR, uno 0-0 contro il Manchester City. Il campionato termina con l'ottenimento della sedicesima posizione.
Il Chelsea inizia l'FA Cup dal terzo turno, dove batte 4-2 il Liverpool, nel quarto batte 6-2 il Burnley, nel quinto pareggia 1-1 contro il Leyton Orient, nel replay viene sconfitto 1-2 e quindi eliminato.
Il club londinese inizia la Football League Cup dal secondo turno, dove viene battuto 0-2 dal Liverpool e quindi eliminato.

## Maglie e sponsor
Nella stagione 1977-1978 del Chelsea non è presente il main sponsor, lo sponsor tecnico è Umbro. La divisa primaria è costituita dal maglia blu con colletto a polo bianco, estremità delle maniche albine, decorazioni bianche lungo i lati delle maniche, calzoncini blu e calzettoni bianchi. La divisa da trasferta è formata da una maglia gialla con colletto a polo blu, estremità delle maniche blu, decorazioni blu lungo i lati delle maniche, pantaloncini e calzettoni gialli.
| Casa | Trasferta |

## Rosa
Rosa e numerazione sono aggiornati al 31 maggio 1978.
| N. |                        | Ruolo | Calciatore    |
| -- | ---------------------- | ----- | ------------- |
|    | Inghilterra (bandiera) | P     | Peter Bonetti |
|    | Galles (bandiera)      | P     | John Phillips |
|    | Inghilterra (bandiera) | D     | Micky Droy    |
|    | Inghilterra (bandiera) | D     | Ron Harris    |
|    | Inghilterra (bandiera) | D     | Kenny Swain   |
|    | Inghilterra (bandiera) | D     | Stephen Wicks |
|    | Scozia (bandiera)      | C     | Ian Britton   |

| N. |                        | Ruolo | Calciatore    |
| -- | ---------------------- | ----- | ------------- |
|    | Scozia (bandiera)      | C     | David Hay     |
|    | Inghilterra (bandiera) | C     | Ray Lewington |
|    | Inghilterra (bandiera) | C     | Gary Stanley  |
|    | Inghilterra (bandiera) | C     | Ray Wilkins   |
|    | Inghilterra (bandiera) | A     | Trevor Aylott |
|    | Inghilterra (bandiera) | A     | Tommy Langley |
|    | Inghilterra (bandiera) | A     | Clive Walker  |

## Calciomercato
| Arrivi | Arrivi        | Arrivi         | Arrivi   |
| R.     | Nome          | da             | Modalità |
| ------ | ------------- | -------------- | -------- |
| P      | Glan Letheran | Scunthorpe Utd | ?        |

| Partenze | Partenze      | Partenze          | Partenze |
| R.       | Nome          | a                 | Modalità |
| -------- | ------------- | ----------------- | -------- |
| D        | John Dempsey  | Philadelphia Fury | ?        |
| P        | Glan Letheran | Notts County      | ?        |

## Statistiche

### Statistiche di squadra
| Competizione        | Punti | Totale | Totale | Totale | Totale | Totale | Totale |
| Competizione        | Punti | G      | V      | N      | P      | Gf     | Gs     |
| ------------------- | ----- | ------ | ------ | ------ | ------ | ------ | ------ |
| Campionato          | 36    | 42     | 11     | 14     | 17     | 46     | 69     |
| FA Cup              | -     | 4      | 2      | 1      | 1      | 12     | 7      |
| Football League Cup | -     | 1      | 0      | 0      | 1      | 0      | 2      |
| Totale              | -     | 47     | 13     | 15     | 19     | 58     | 78     |